# Château de Mirambeau
Le château de Mirambeau est situé sur un éperon dominant la petite cité de Mirambeau, dans le Sud de la Charente-Maritime.

## Historique
Cet édifice composite succède à une ancienne forteresse médiévale, cette dernière étant établie sur une des hautes collines qui rythment cette région de transition entre Saintonge et Guyenne. 
Ce château était alors une des plus puissantes forteresses de Haute Saintonge, avec Jonzac, Bardine, Montendre et Montguyon. 
Il est cité dans une charte de 1083 qui nous apprend le nom de son seigneur, Artaud de Mirambeau, d'où le nom originel du bourg qui se nommait alors Mirambel-l'Artaud. 
Propriété deux siècles plus tard de Guilhem de Cheyning, il est dans la mouvance du roi d'Angleterre et duc d'Aquitaine Édouard Ier. 
Très disputé au cours de la guerre de Cent Ans, en 1415 il échoit à Jean II Harpedanne, chambellan du roi de France et sénéchal de Saintonge, déjà maître de la seigneurie de Montendre (le nom Hardepanne de Belleville est encore porté).
Endommagé au cours des guerres de religion, il est restauré par Arnaud d'Escodéca de Boisse pendant quarante ans (1617-1657). 
Il appartint aux seigneurs de Pons. 

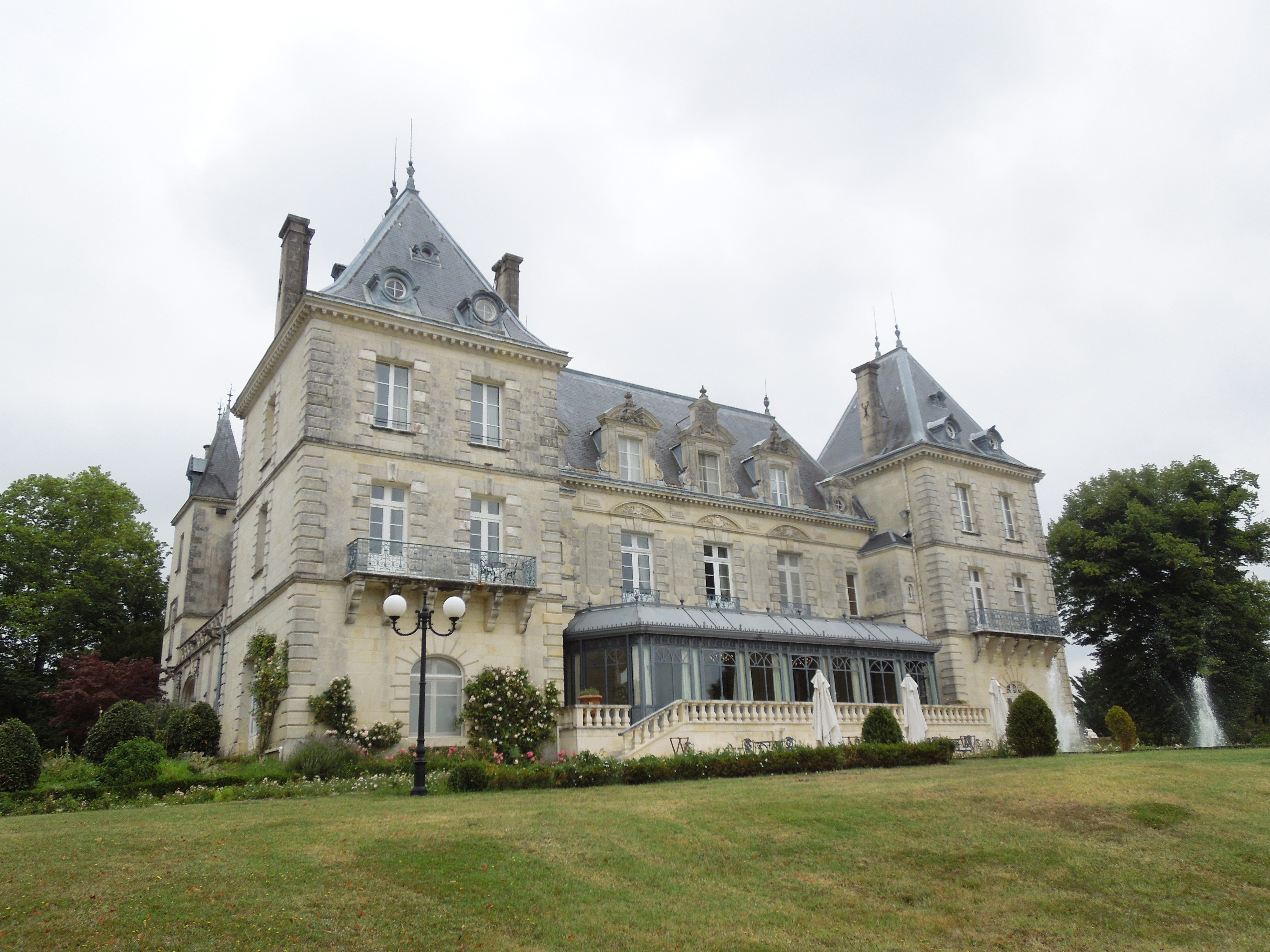
Le Château de Mirambeau, 2016

En 1818, il est vendu par un marquis de Caupenne au comte et homme politique d'origine normande Charles Jacques Nicolas Duchâtel, qui de 1825 à 1836 confia sa modernisation et sa quasi-reconstruction à l'architecte Poitevin; celui-ci utilisera les fondations voûtées de la vieille forteresse pour édifier l'actuel château, "pastiche" de qualité des différents styles et courants architecturaux appréciés à cette époque. 
À sa mort en 1844 le domaine passa à son fils, le journaliste et homme politique Tanneguy Duchâtel comme son père, fut après lui député de Jonzac (1833), ministre du Commerce (1834-1836) puis des Finances (1839) ; fondateur de la revue Globe il fut un "amateur distingué de peinture et membre de l'Académie des beaux-arts" (1846) et créa un orphelinat dans le château.
Son fils Charles Tanneguy (1838-1907), député de 1871 à 1875 puis en 1885, conseiller général jusqu'à sa mort, maire de Mirambeau pendant 25 ans - où il fut inhumé - siégea au Centre-Gauche, vota pour Thiers en mai 1873, contre Mac Mahon en 1875, devint ministre plénipotentiaire de 1875 à 1880. 
Étant le dernier du nom, ses héritiers donneront le domaine à l'État, qui y aménagea un centre de convalescence des armées. Le riche fonds d'archives Duchâtel, apporté par mariage aux ducs de La Trémoille, est conservé au château de Serrant (49).
Dans les années 1980 le château (1, avenue des comtes Duchâtel) devint un luxueux hôtel, restaurant et spa de 40 chambres, classé cinq étoiles.

## Architecture
Entouré d'un espace boisé, le château n'est que difficilement visible depuis le centre-ville, qu'il domine pourtant de près de quarante mètres. 
Établi sur une puissante terrasse, entouré d'un parc verdoyant de huit hectares, il se compose d'un corps de bâtiment néo-Louis XIII, encadré de deux pavillons de même style et de deux ailes asymétriques; une d'elles est marquée par des influences Renaissance, l'autre par des influences néo-médiévales. 
Un peu à l'écart est une petite chapelle néo-gothique datant du XIXe siècle; le portail d'entrée, flanqué de deux tours cylindriques, est une des parties les plus anciennes du bâtiment, remontant au moins au XVIIe siècle. 

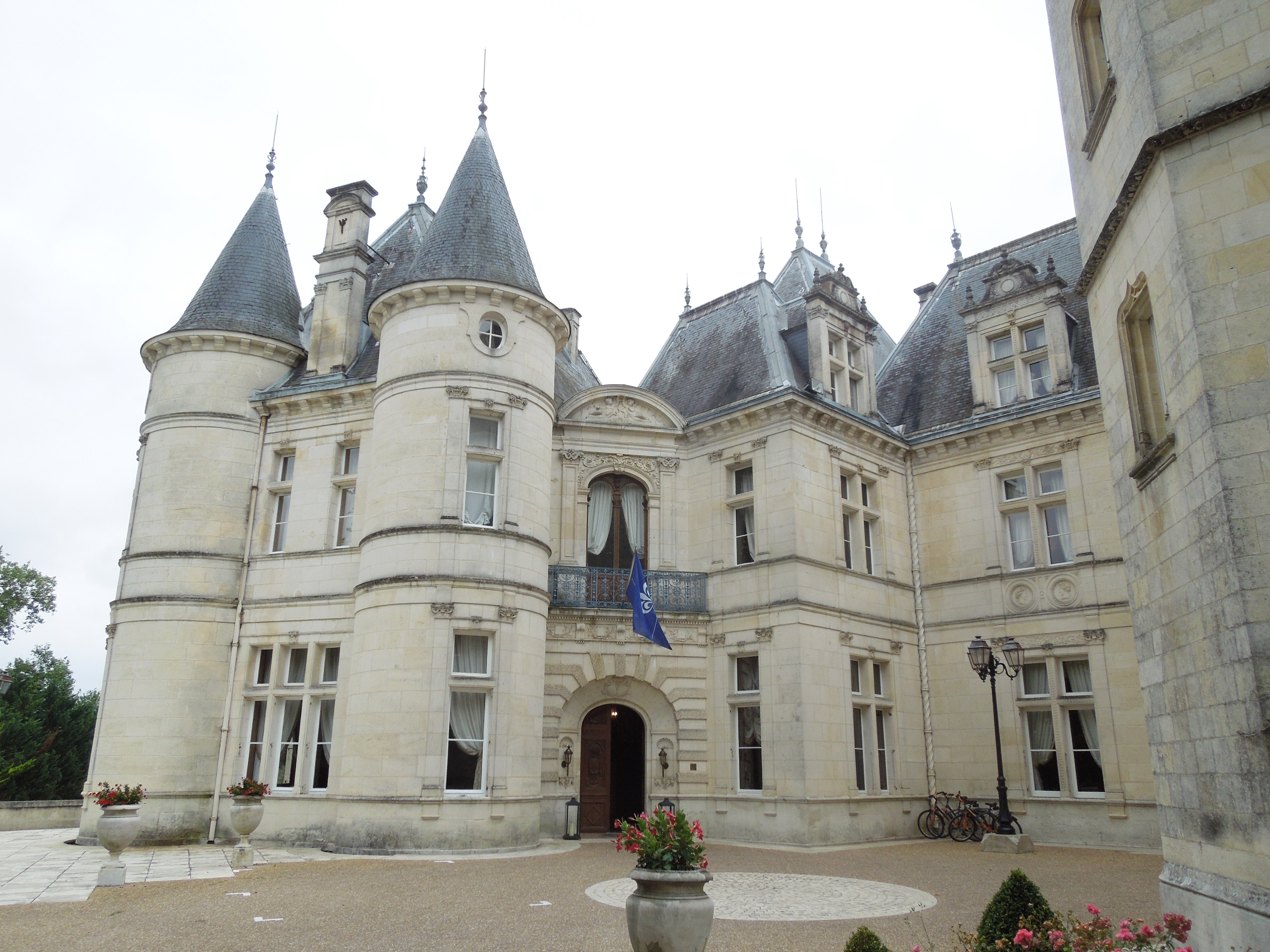
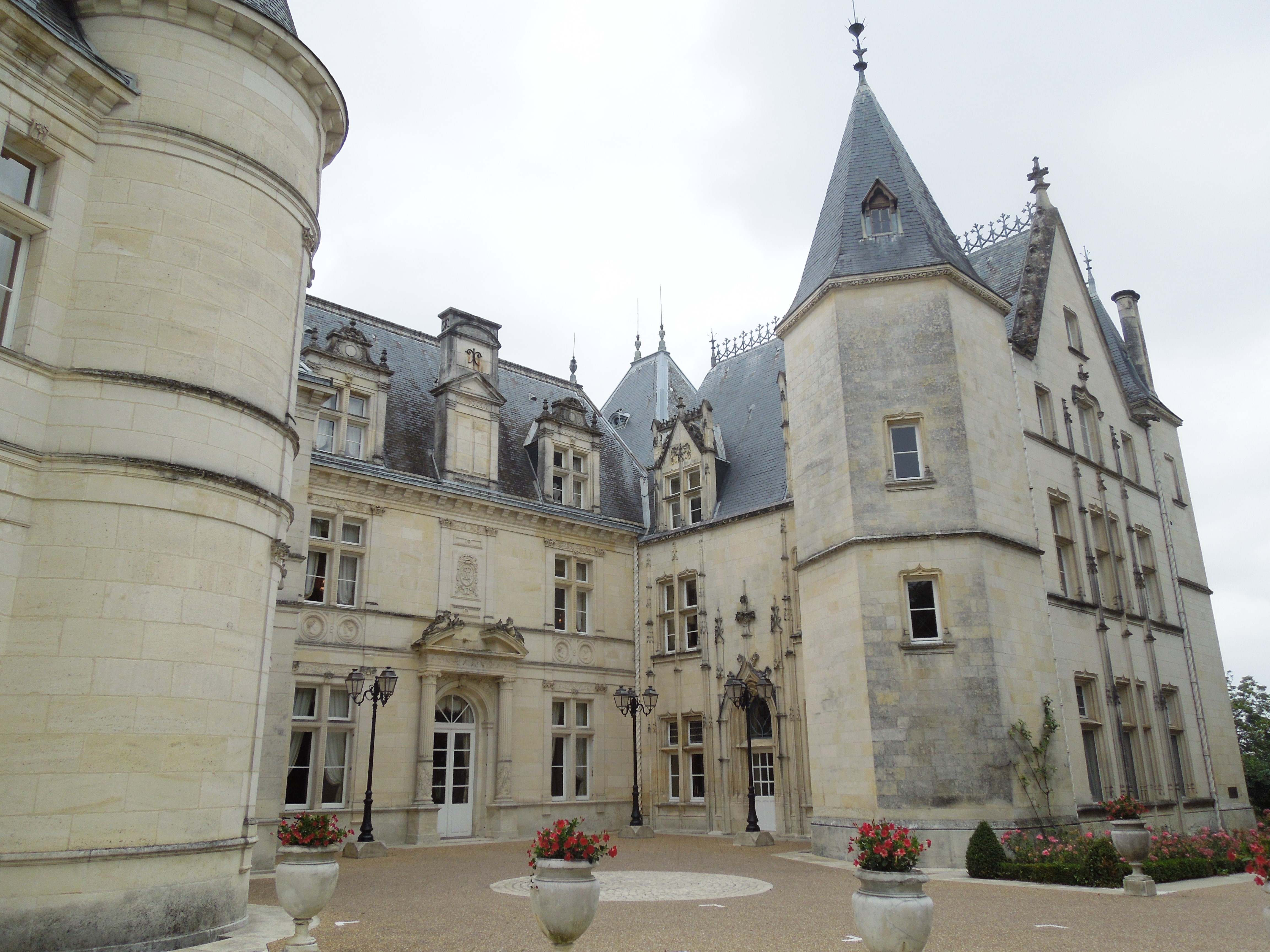
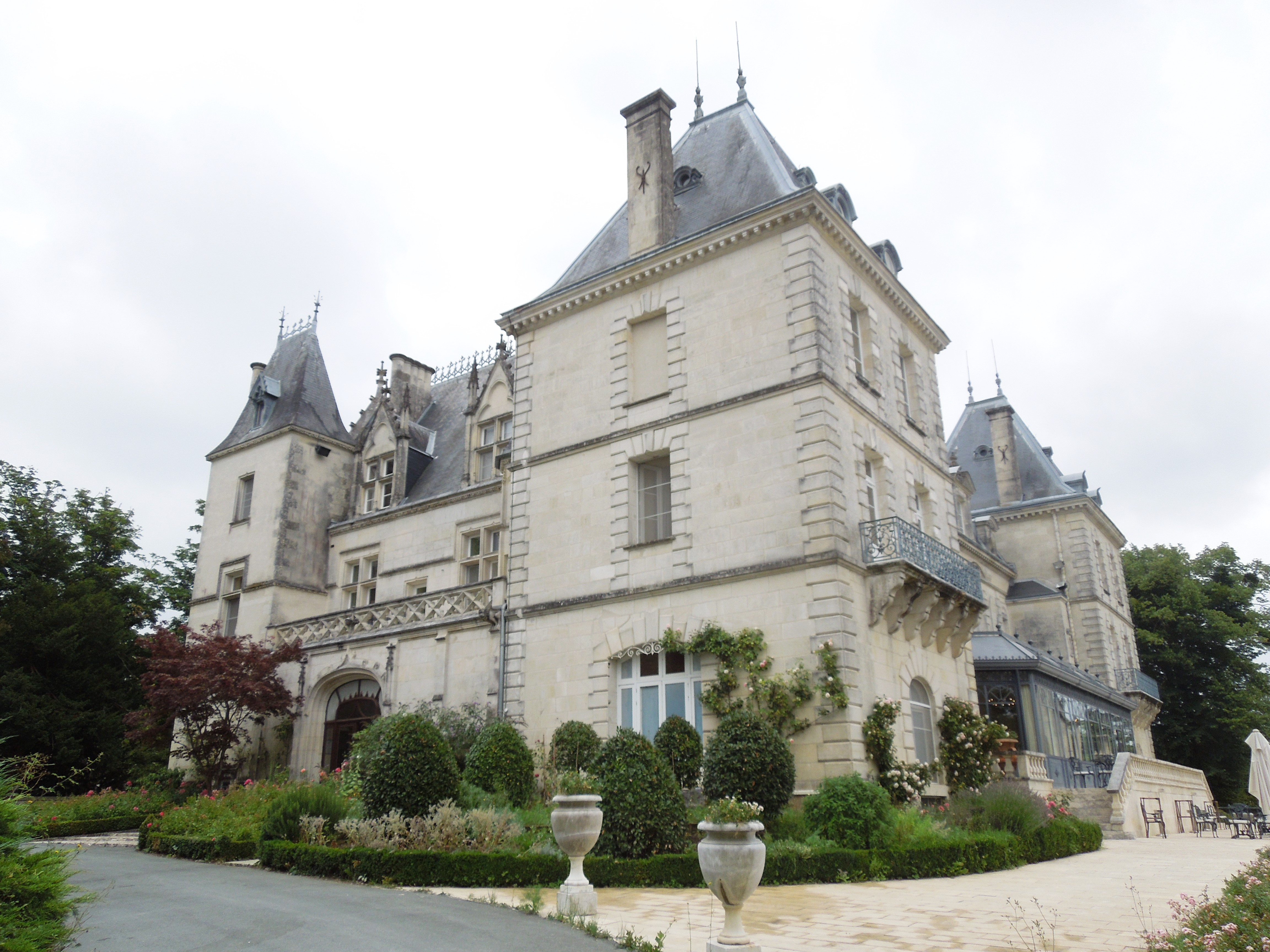
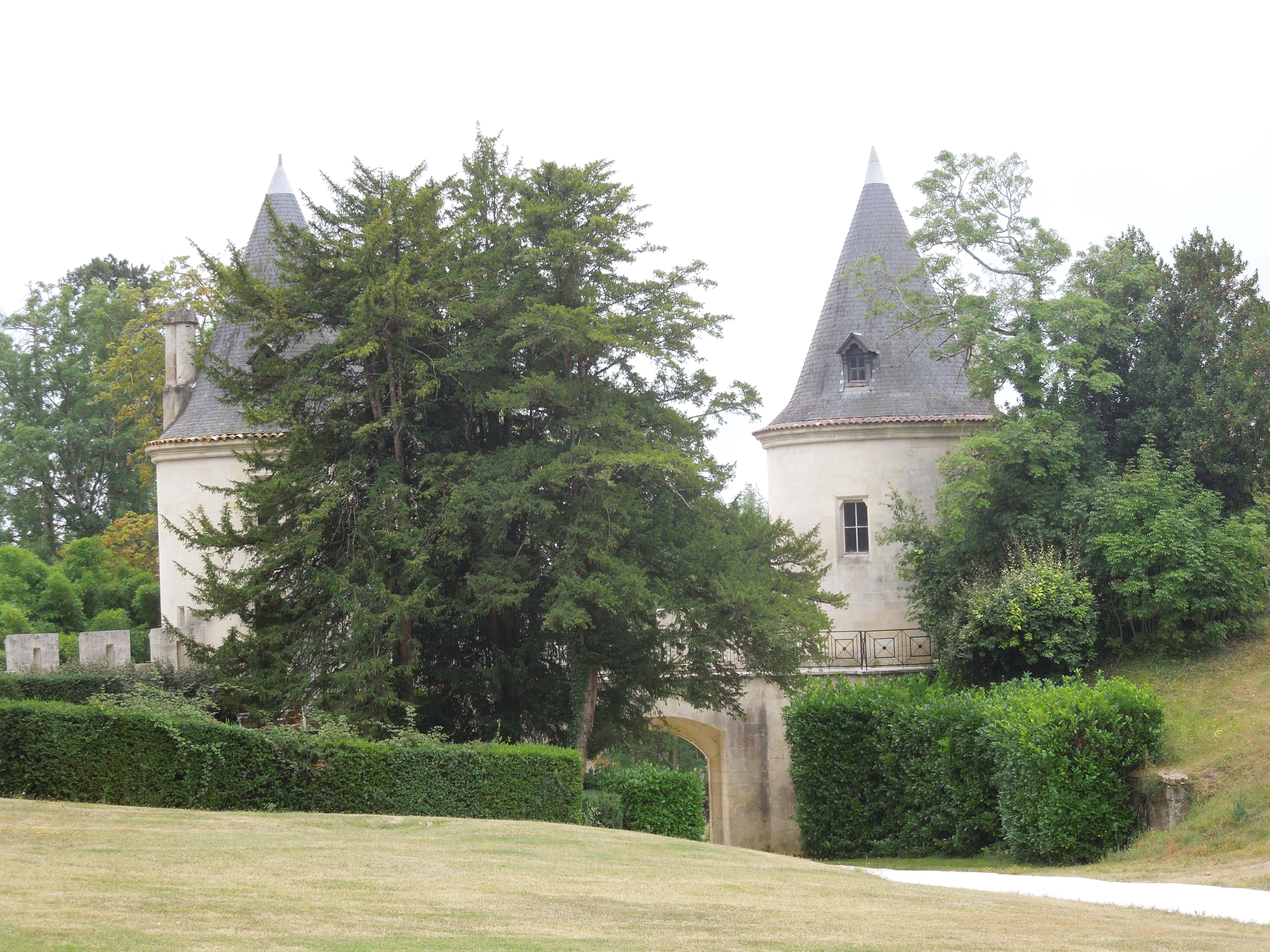
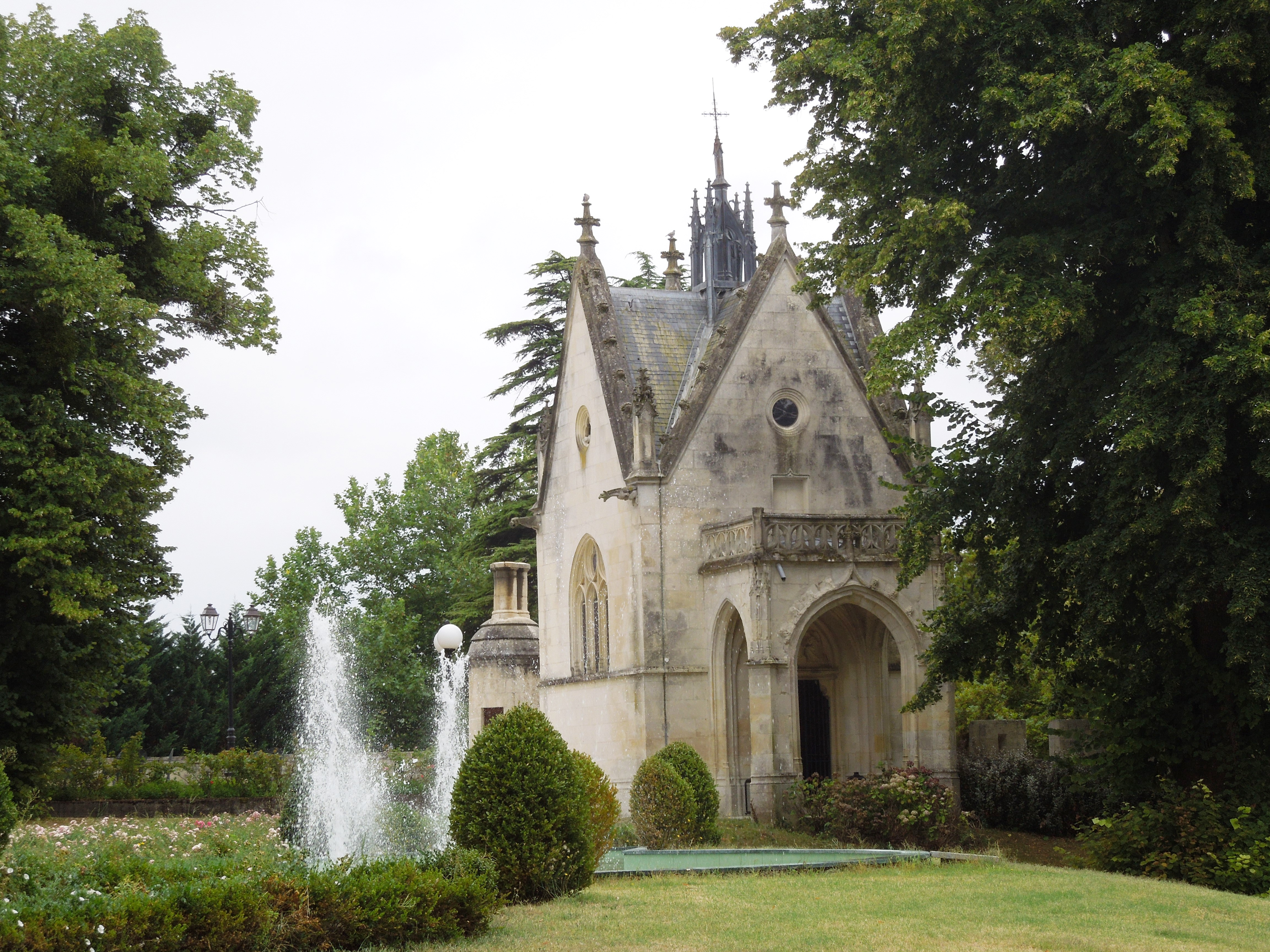
Chapelle du château

### Référence
1. ↑  Coordonnées prises sur Géoportail
2. ↑  François Julien-Labruyère, À la recherche de la Saintonge maritime, éditions Rupella, La Rochelle, 1980, p. 193 ; Jean-Marie Cassagne et Mariola Korsak, Origine des noms de villes et villages de la Charente-Maritime, éditions Bordessoules, Saint-Jean-d'Angély, 2002, p.194
3. ↑  Le Patrimoine des communes de la Charente-Maritime, éditions Flohic, p. 464
4. ↑  Charente-Maritime, Saintonge, Guides Gallimard, p. 67